# José Gomes Canotilho
José Joaquim Gomes Canotilho GCIH • GOL • GCIP (Pinhel, Pinhel, 15 de Agosto de 1941) é um constitucionalista português.
A sua obra que versa sobre o modelo de uma "constituição dirigente", inspirou a Constituição brasileira de 1988.

## Biografia
É licenciado e doutor em direito pela Faculdade de Direito da Universidade de Coimbra, onde é Professor Catedrático Jubilado, e da qual foi vice-reitor, e professor visitante da Faculdade de Direito da Universidade de Macau.
Foi distinguido com o Prémio Pessoa em 2003 e agraciado com os graus de Grande-Oficial da Ordem da Liberdade a 25 de Abril de 2004, Grã-Cruz da Ordem do Infante D. Henrique a 9 de Junho de 2005 e Grã-Cruz da Ordem da Instrução Pública a 17 de abril de 2024.
Foi Administrador não Executivo da Fundação Calouste Gulbenkian e membro do Conselho Superior do Ministério Público.